# Treechada Petcharat
Treechada Petcharat (em tailandês:  ตรีชฎา เพชรรัตน์; SGRT: Trichada Phetcharat), mais conhecida como Poyd (em tailandês:  ปอย; SGRT: Poi), Nong Poy, ou Treechada Malayaporn, é uma atriz e modelo tailandesa. Petcharat se submeteu à cirurgia de confirmação de gênero aos 17 anos e foi vencedora do concurso de beleza para mulheres transgênero Miss International Queen 2004.

## Vida e carreira
Petcharat percebeu que era transgênero ainda criança. Porém, no ambiente familiar, teve que esconder sua identidade de gênero e foi forçada a viver como menino. Aos 17 anos, ela optou por fazer uma cirurgia de confirmação de gênero por sentir nojo de seus órgãos genitais. Ao descrever a expêriencia, Petcharat relata que sente ter renascido.
Ela tem compartilhado abertamente sua jornada pessoal, incluindo sua cirurgia de confirmação de gênero, e defendido ativamente a comunidade LGBTQ+. Em 2013, participou de discussões parlamentares na Tailândia, defendendo a legalização do casamento entre pessoas do mesmo sexo. Além disso, colaborou com outras celebridades transgênero em um anúncio da marca Pantene com o objetivo de promover a visibilidade da comunidade trans.
Em 2004, Petcharat venceu os concursos de beleza para mulheres transgênero Miss Tiffany's e Miss International Queen.  Com a participação nas competições, ela obteve a de oportunidade iniciar a carreira de modelo e logo se tornou uma profissional de sucesso, chegando a trabalhar para marcas conceituadas, incluindo Off-White, Cartier e Louis Vuitton. Petcharat também é atriz e apareceu em vários filmes ao longo dos anos, incluindo notáveis sucessos de bilheteria de Hong Kong.
Em 2014, Poyd estrelou Tempestade Branca, um filme policial de ação dirigido e produzido por Benny Chan, em que atuou no papel de uma traficante de drogas tailandesa. Em 2015, Poyd esteve no papel de líder de máfia no filme de comédia de ação From Vegas to Macau II (De Vegas Para Macau 2 (título em Portugal) ou O Mestre Dos Jogos 2 (título no Brasil)), estrelado pelos atores Chow Yun-fat, Carina Lau e Shawn Yue.
Após iniciar os estudos em genética molecular e engenharia genética na Universidade Mahidol, Poyd fundou a empresa Biomtpharma, que faz pesquisa e produz suplementos, em que trabalha como diretora administrativa.

## Vida pessoal
Em 1 de março de 2023, Poyd casou-se com Oak Phakwa Hongyok, um empresário cuja família tem uma ligação de longa data com a indústria de estanho da província tailandesa de Phuket. Poyd e Oak se conhecem há 20 anos, sendo Oak irmão do melhor amigo de Poyd. Durante sua cerimônia de casamento, Poyd vestiu conjuntos tradicionais do grupo étnico Peranakan, do qual faz parte. O traje dela foi avaliado em 580 mil dólares.

## Filmografia
- Duay rak (2010)
- Plon Naya 2 (2012)
- Tempestade Branca (2013)
- De Vegas para Macau 3 (pt) ou O Mestre dos Jogos 3 (br) (2015)[7]
- Shi mian nan nu (2016)
- Yao yi (2016)